# 車側灯
車側灯（しゃそくとう）とは、鉄道車両において戸の開閉状態や機器の動作の確認のため、車両の側面に表示させる灯火。慣用表現では側灯（そくとう）と呼ぶこともある。
最もよく使われる車側灯は、旅客用車両が自動ドアを開閉する際、ドアが閉まっていない間に赤色灯を点灯し続ける「戸閉め車側灯」である。この車側灯は車掌や駅係員に対して車側灯がある側の扉が閉まっている状態を示す。この他に非常用や電気機関車用の車側灯もあり、追って説明する。

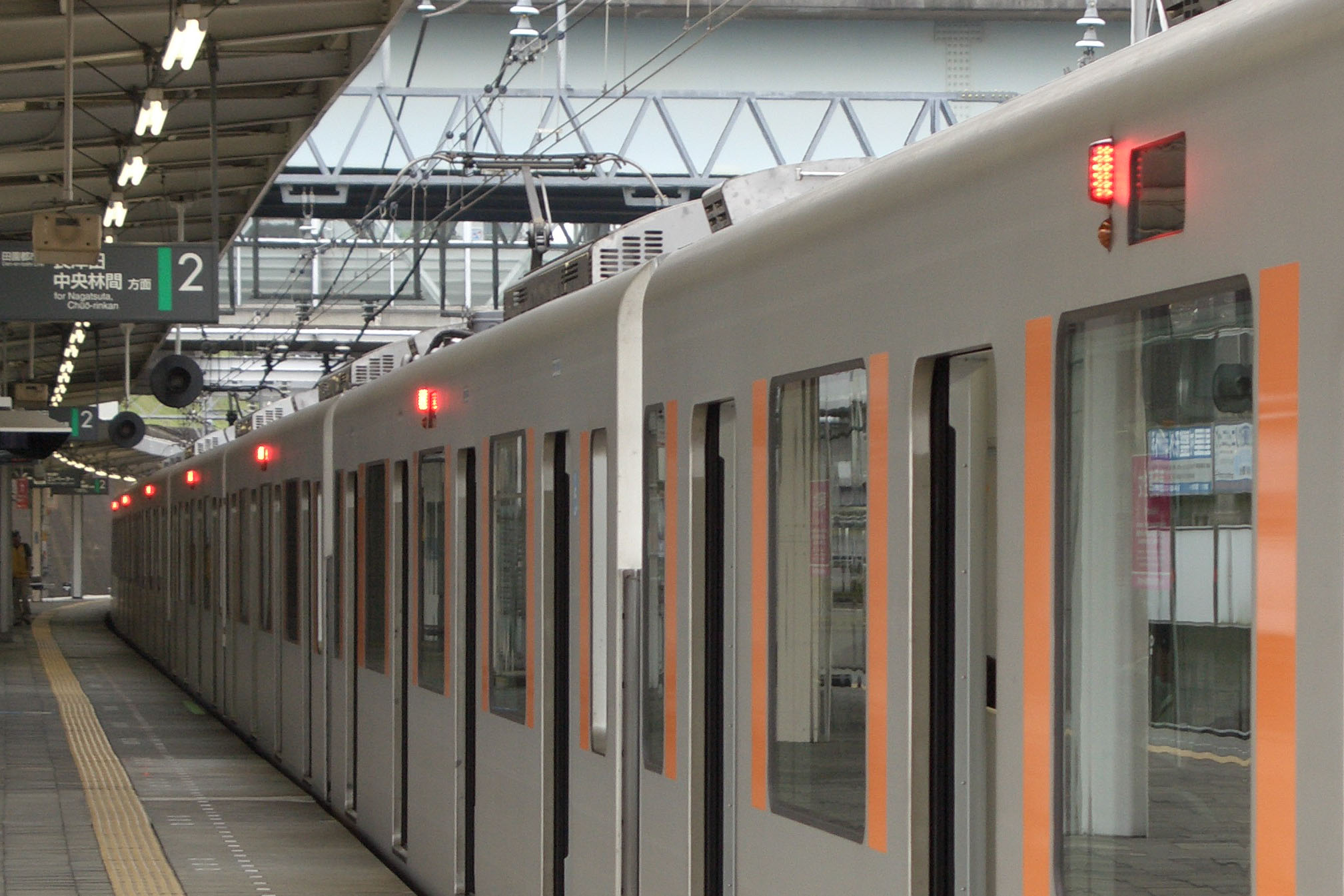
車側灯

## 車側灯の歴史

### 起源
実用化当初の鉄道はまだ安全技術が不安定であり、脱線事故が比較的多く発生していた。したがって車掌の役目は最後部の乗車や接客だけでなく、走行中に列車全体を監視し、特定の車両だけおかしな揺れ方（脱線の前兆）をしていないか、確認し続けることが必要であった。
夜間には列車全体（特に貨車）の確認が困難なため、イギリスでは全ての車両の側面に赤色灯を設置し（赤は人間にとって注意力を引きやすい色であると同時に、当時の色ガラス製造技術では、比較的安価に作ることができた）、特定の赤色灯だけおかしな揺れ方をしていないかで列車の異常を監視した。日本の鉄道技術はイギリスの輸入技術を基本に作られたが、こうした灯火の使用方法から、車側灯が発達していったと考えられる。

### 形状などの変遷

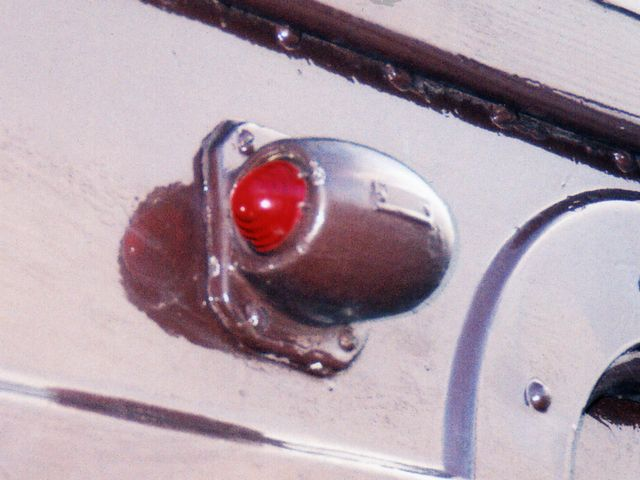
初期の車側灯（クモハ42形）

- 初期の車側灯は車体側面に埋め込まれず、ドングリの実のような楕円形のものが飛び出し、前後に赤色灯が設けられていた。これは昔の普通鋼車体が現在より頑丈に作られており、車側灯を埋め込むことが困難だったからとされる。[要出典]こうした形状を魚雷になぞらえて「水雷型」と呼び、ウインドシル・ウインドヘッダー、リベットと共に、旧型電車のデザインを魅力付ける情景として捉えることも多い。
- やがて戦前頃までに技術が進むと、車側灯は車体に埋め込まれるようになり、収納する白熱灯の関係からか、横長長円形が基本となった。また、当初は車外から電球を交換する外バメ式で、レンズの外側に縁があったが、室内から電球を交換する内バメ式となり、縁が無くなった。
- 1960年代後半に全金属製車体や新性能電車が登場すると、他にも非常に多くの新機軸が随所に盛り込まれた。車側灯も例外ではなく、真円形が基本となった。
- 1980年頃からは見やすさの向上を目指し、再度長円形が普及してきた。しかしこれは前述の横長長円形でなく、縦長長円形も登場している。これは車側灯を最も使う車掌（つまり後ろ）から見た場合、点灯部の表面積が横長長円形や真円形より広く見えるからである。旧・日本国有鉄道（国鉄、現・JRグループ）では201系から採用された。
- 円形車側灯の変形バリエーションとしては、真円形の外バメカバーの中に、横長長円形の車側灯が入ったものがあり、車体側面に多数のコルゲートを付けていた、少し前の世代のステンレスカーなどに見られる。
- やがて白熱灯にかわって発光ダイオード (LED) の実用化の幅が広がると、鉄道関係の表示類にもLEDが進出してきた。鉄道車両の表示類としては運転台の動作表示灯→車側灯→尾灯の順に採用され、阪急電鉄の6300系6330Fに採用されたのが、日本初のLED式車側灯である可能性が高い（出典: 『鉄道ファン』新車ガイド）。またLEDは白熱灯に比べて灯具の収納スペースをコンパクトにできるため、車側灯の表面が平らになっている特徴を持つ。このために後からLED式車側灯に交換された車両でも、表面を見ることで判別は容易である。
- 従来の灯具の構造は、白熱灯の周囲に赤透明レンズ（当初はガラス、後にプラスチック）、次いで赤色LEDの周囲に赤透明カバーとなった。赤色LEDは自身が赤い光を放つため、カバーが赤である必要は無く、これにより国土交通省で定められていた、尾灯などの赤色灯に関する規定が変更された為、LEDの周囲を透明レンズとした車側灯が2003年頃から登場している。この透明レンズ式は点灯していない（扉が閉まっている）状態では赤色が全くないため、LEDを取り付けている基板の緑が透けて、薄緑色に見える。
- また1960年代後半以降の旅客車の側面に設置されるようになった機器として、種別・行先表示器（方向幕）が挙げられるが、京王帝都電鉄（現在の京王電鉄）6000系や東京都交通局（都営地下鉄）5300形等には、車側灯と行先表示をデザイン的に一体化させた意匠が見られる。
- ここまで説明して来た形状は全て円形だが、四角形の車側灯も国鉄の客車やや近畿日本鉄道などに見られる。類似した形状で国鉄の車掌車や緩急車などで用いられる円柱形や三角柱形もあるが、これは横から見ると三角なのでなく、三角柱の一面が全て車体に接する形状をしている。このため真下から見れば三角だが、正面や真横から見れば結局四角である。

## 用途による分類

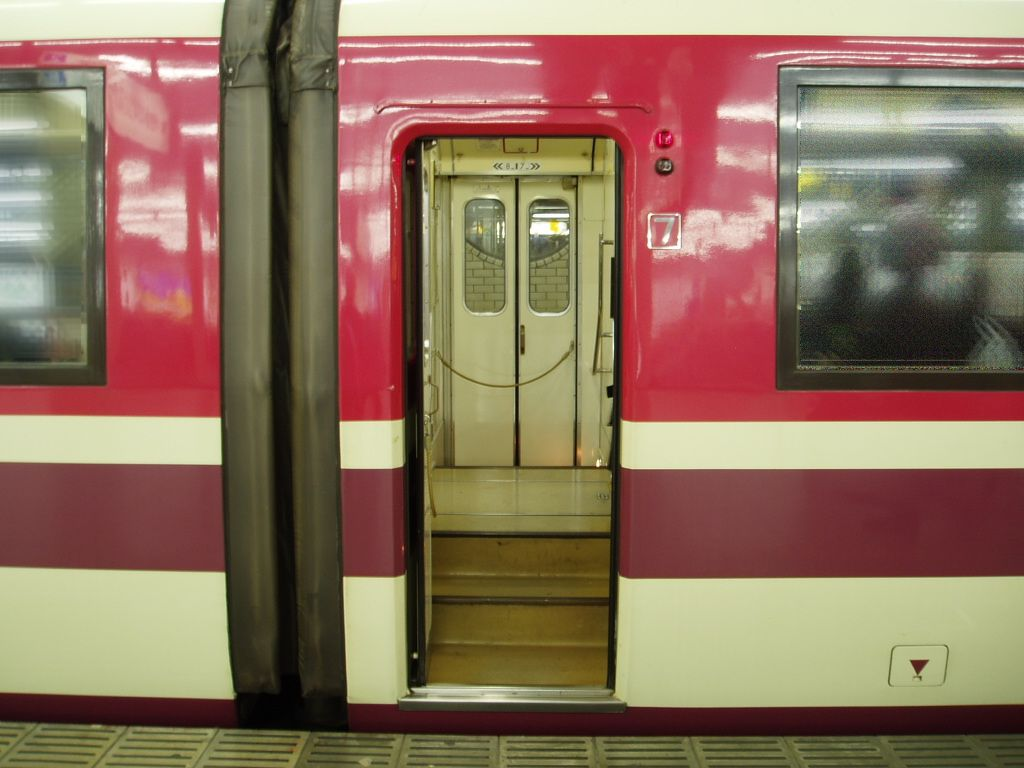
小田急10000形電車(通称HiSE)の例。ドア右上の2つ並んでいるランプが車側灯。上の点灯している方が戸閉め車側灯、下の消灯している方は非常用。

### 戸閉め車側灯
旅客用の自動ドアを持つ鉄道車両は法規により、赤色に光る戸閉め車側灯の設置が義務付けられている。
手動ドア車両には必要ないが、手動ドアが自動ドアに改造された場合は戸閉め車側灯が増設される。現在の日本で一般的な通勤通学用に製造された電車では、自動ドア改造前に手動ドアだった車両自体はほとんど存在せず、三重交通時代に落成した車両が、四日市あすなろう鉄道と三岐鉄道北勢線に在籍している程度である。
ただし路面電車は、客扱い方法の観点から戸閉め車側灯の設置義務はない。然しながら、路面電車と高速電車（この場合は路面電車でない鉄道を意味する）両方の条件を備える路線では、戸閉め車側灯つきの車両が路面区間を、あるいは戸閉め車側灯なしの車両が専用軌道を走行するケースもある。

### ブレーキ灯
9000系以前の相模鉄道の車両には、緑色に光るブレーキ灯が設置されている。車両によって点灯条件が異なり、7000系においてはブレーキがかかっている状態を、8000系及び9000系においてはブレーキの故障を表す。

### その他の車側灯

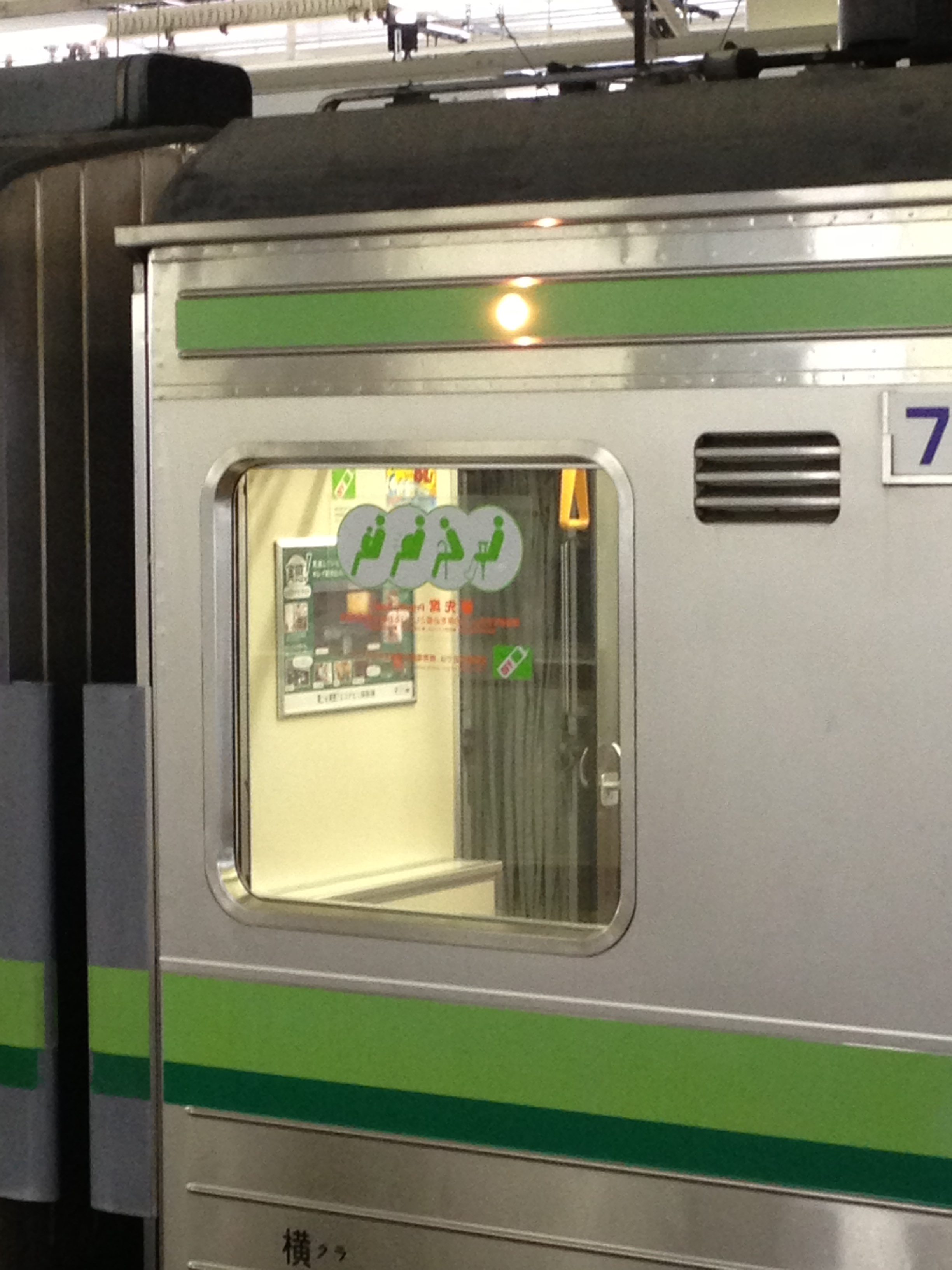
JR東日本205系のMG故障表示灯。起動直後のため点灯している

戸閉め知らせ以外の目的で設置される。その殆どが故障表示用で、各機器が全て正常に稼働していれば点灯しないため営業線上では点灯することは滅多にないが、車庫における点検中に点灯が見られる場合もある。点灯条件としては以下のものが挙げられる。
- 電気関係のエラー（過電圧など）
- 電気指令式ブレーキの制動不緩解（ブレーキがゆるまない）
- ユニット解放（編成中、一部の車両だけモーター等が動かない状態）
- 気動車で主電源が「入」の状態でエンジンが「停止」している場合。このため、留置や滞泊に伴う機関の停止後や始動前のように、異常時以外でも点灯する。異常時では、冷却水の過熱、エキゾーストマニホールドからの発火、その他の故障でエンジンが停止するか、または乗務員などがエンジンカットを行った場合に点灯する。レンズの色は透明（電球色）または乳白色。
- 空調装置（冷房本体、あるいは冷房用電源）の故障（JR103系では故障表示灯とは別途に青色で点灯するものが用意されている。）
- 車内からの非常警報装置発報

戸閉め車側灯が赤であるため、これらの知らせ灯には他の色が使われ、橙、黄、緑が多く、白や青なども使用される。

### 電気機関車の車側灯
客車の暖房は当初電気機関車でも蒸気暖房を使用していたが、時代のニーズから電気暖房を使用することになり、半永久的に電気が供給可能な機関車から回線を通すことになった。ところが暖房用のジャンパー線（連結用の電気栓）に通電していた時に連結手が触れた際感電死する事故が発生したため（電気暖房にはAC1500Vを使用する）、通電の有無を連結手に知らせる安全対策が必要となった。
こうして旅客用電気機関車に設置された電気暖房用車側灯は、ジャンパー線に通電していない時に黄色灯が点灯する。
機関車の後部に位置する連結手から見る必要がある為灯具は車体方向に対し前後に点灯する構造になっており、旅客車両用のような真横からの視野は考慮されていない。

## 車側灯の数

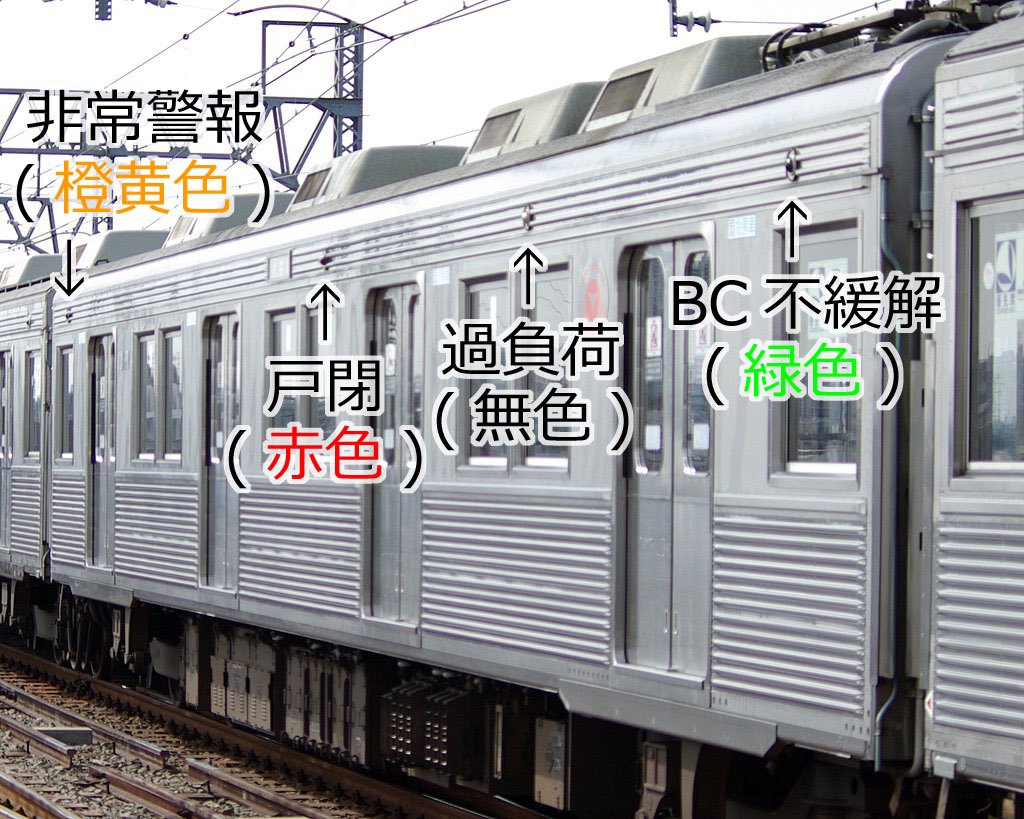
非常警報、戸閉、過負荷およびブレーキ (BC) 不緩解と4個の車側灯がある東急8000系電車。

現在日本で使用されている旅客用車両なら、ほとんどの場合自動ドアを持つため、客車および電車の付随車では、戸閉め車側灯が最低一つ装備されている。付随車の一部および電動車では故障表示用も必要とするため、二つ装備されている。中には三つ装備している電動車もあり、東京モノレール500形電車などは四つも装備されていた。
しかし非常用車側灯は用途別にせずとも、まとめて一つ装備されていれば充分ということもあり、近年ではこれを統廃合した車両も見られる。ステンレスカーやアルミカーでは車体材料の再加工が難しいという事情もあり、こうした撤去済の車側灯は、普通鋼車体のように全体を消去せず、蓋をした跡が残っており、東京急行電鉄（現在の東急電鉄）の8000系や帝都高速度交通営団（現在の東京地下鉄）の0系シリーズが代表例として挙げられる。

### 複数ある場合の取り付け位置
横並び
昔からある方式で、どちらかを車体の横から見て左寄り、もう片方を右寄りに配置する。
縦並び（間隔開けタイプ）
縦二段に配置するもの。阪神電気鉄道の新性能車などで使用されている。
縦並び（同一枠タイプ）
取り付け位置を集約した為、点検蓋なども一つに集約できるというメリットがある。営団6000系電車や京王6000系電車などから、広く使われるようになった。
車側灯の目的別に見た取り付け高さでは、戸閉め車側灯が一番上になる。これは同じ高さで並んでいると、どちらの意味で車側灯が点灯したかわかり難く、また使用頻度から戸閉め車側灯を高い位置にし、より見やすくしておく必要があるためと考えられる。